# Golda Meir
Golda Meir, rojena Mabovič, ovdovela Myerson, izraelska političarka, * 3. maj 1898, Kijev, Ukrajina (tedaj Ruski imperij), † 8. december 1978, Jeruzalem, Izrael.
Meirova je bila soustanoviteljica države Izrael. Službovala je kot ministrica za delo, zunanja ministrica in četrta izraelska premierka od 17. marca 1969 do leta 1974.

## Življenjepis
Ko je imela osem let, se je njena družina preselila v Milwaukee v Wisconsinu, ZDA. Pri 14 letih je pobegnila od doma, ker jo je mati silila v poroko s starejšim moškim, čez štiri leta pa se je na očetovo željo vrnila in začela propagirati socializem in sionizem v delavski organizaciji Poale Zion. Leta 1917 se je poročila z Morrisom Myersonom in se štiri leta pozneje z njim in s sestro Šejno preselila v Palestino, kjer je sprva živela v kibucu, leta 1924 pa se je preselila v Tel Aviv. Ko je leta 1951 ovdovela, je privzela hebrejsko ime Meir.
Skupaj s 24 sopodpisniki je 14. maja 1948 podpisala Deklaracijo o ustanovitvi države Izrael. Naslednji dan so Izrael napadle združene sile Egipta, Sirije, Libanona, Transjordanije in Iraka. Kot prva je dobila izraelski potni list in bila poslana v ZDA, da bi zbrala denar za podporo svojemu narodu.
Po vrnitvi je postala prva izraelska veleposlanica v Sovjetski zvezi, od koder se je vrnila že 1949 in kot poslanka delavske stranke vstopila v izraelski parlament. Po smrti Levija Eškola leta 1969 je postala izraelska premierka (druga premierka na svetu). Na tem položaju je ostala do leta 1974, ko je odstopila in mesto prepustila Jicaku Rabinu. Njena vlada se je soočila z notranjimi trenji v vladajoči koaliciji in resnimi vprašanji o napačnih strateških odločitvah in splošnega pomanjkanja vodenja zaradi nepričakovane jomkipurske vojne.
Umrla je štiri leta po umiku iz politike. Pokopana je na Herzlovi gori, kjer so pokopani Theodor Herzl in drugi pomembni izraelski državniki.